# Cichowo (jezioro)
Jezioro Cichowo – jezioro w województwie wielkopolskim, w powiecie kościańskim, w gminie Krzywiń, leżące na terenie Pojezierza Krzywińskiego. Wschodni brzeg jeziora leży w gminie Dolsk, w powiecie śremskim.